# Lili Haydn
Lili Haydn (nacida en Toronto, Canadá) es una violinista, cantante, compositora, guitarrista y actriz. De niña siguió una carrera como actriz y a los ocho años, cuando descubrió el violín, comenzó a dedicarse a la música clásica. Ya a los quince años había tocado con la Filarmónica de Los Ángeles.
Después de graduarse de la Universidad de Brown con un bachillerato en Ciencias Políticas, Haydn comenzó a componer canciones originales y se convirtió en uno de los más solicitados violinistas de sesión de la región de Los Ángeles. En el momento en que firmó con Atlantic Records, en 1997, había adoptado una variedad de géneros y había tocado con Quwaali músico de Nusrat Fateh Ali Khan, Porno for Pyros, Tracy Chapman, The Jayhawks, Brandy, Tony! Toni! Tono!, No Doubt, Tom Petty y muchos más. Además, ha tocado, cantado o abierto el espectáculo con Sting, Josh Groban, Herbie Hancock, Robert Plant y Jimmy Page, Matchbox 20, Seal y George Clinton, que la llama "el Jimi Hendrix del violín".

## Familia
Sus padres fueron la actriz y comediante Lotus Weinstock y el artista de video David Jove, ambos ya fallecidos. Haydn eligió su propio nombre. Según versiones, eligió el nombre de "helicóptero" por el cual se le conocía brevemente.

## Carrera
Como actriz infantil, se recuerda a Haydn sobre todo como la hija inteligente y atrevida, Belinda Capuletti, en la película de 1983 Easy Money de Rodney Dangerfield. También apareció en la primera No Quite Human película para televisión de 1987, y fue miembro regular del reparto de The New Gidget.
Su álbum debut, Lili, fue lanzado en el otoño de 1997 y fue seguido por Light Blue Sun en 2003 y Place Between Places en 2008, que se promocionó con apariciones en televisión y radio, como en The Tonight Show con Jay Leno y NPR. Tuvo un pequeño papel en la película de Michael Keaton, Jack Frost. Contribuyó a la puntuación de la  película de Edward Burns/Jennifer Aniston, She's the One (1996), así como varias películas con Hans Zimmer, incluyendo la película de Disney Piratas del Caribe: en el fin del mundo. Haydn ganó una beca para el Instituto de Cine de Sundance para componer en 2009, y ha compuesto las bandas sonoras de tres películas, Jacklight, The Horse Boy (estrenada en el Festival de Cine de Sundance y publicada en 2009 por las películas Zeitgeist), y "El Lightmaker".
En 2008, acompañada por Roger Waters en el Festival de Música y Artes de Coachella Valley tocaron "Dark Side of the Moon". Haydn también participó como música en la gira de Cyndi Lauper, True Colors World Tour, en 2008. Ese mismo año apareció en la serie de televisión por cable Californication.

## Actividad social
Haydn es una activista social y también toca regularmente para varias organizaciones de derechos humanos, incluidas Amnistía Internacional, Operation USA, Human Rights Watch y Human Rights Action Center; su canción "Unfolding Grace" aparece en un CD recopilatorio de U2 y Sting, en beneficio de Aung San Suu Kyi y el movimiento prodemocracia de Birmania. En 2011 realizó una remake de las canciones You Move y All Good Peoaple para la película Zeitgeist: Moving Forward y ese mismo año tocó en el festival Zeitgeist a beneficio de ese colectivo.

## Discografía
- Lili (1997) Atlantic Records.
- Light Blue Sun (2003) BMG/Private Music.
- Goodbye Stranger Ep (2007) Nettwerk Music Group.
- Place Between Places (2008) Nettwerk Music Group.
- Lililand (2014)